# Rinodinella
Rinodinella H. Mayrhofer & Poelt (bruninka) – rodzaj grzybów z rodziny obrostowatych (Physciaceae). Ze względu na współżycie z glonami zaliczany jest do grupy porostów.

## Systematyka i nazewnictwo
Pozycja w klasyfikacji według Index Fungorum: Physciaceae, Caliciales, Lecanoromycetidae, Lecanoromycetes, Pezizomycotina, Ascomycota, Fungi.
Nazwa polska według W. Fałtynowicza.

## Niektóre gatunki
- Rinodinella controversa (A. Massal.) H. Mayrhofer & Poelt 1978 – bruninka niepewna
- Rinodinella halophila (Müll. Arg.) H. Mayrhofer 1984

Nazwy naukowe na podstawie Index Fungorum. Uwzględniono tylko taksony zweryfikowane. Nazwy polskie według W. Fałtynowicza.